# La Libertad, Ocozocoautla de Espinosa
La Libertad är en ort i Mexiko.   Den ligger i kommunen Ocozocoautla de Espinosa och delstaten Chiapas, i den sydöstra delen av landet, 700 km sydost om huvudstaden Mexico City. La Libertad ligger 877 meter över havet och antalet invånare är 199.
Terrängen runt La Libertad är huvudsakligen kuperad. La Libertad ligger nere i en dal. Runt La Libertad är det ganska glesbefolkat, med 47 invånare per kvadratkilometer. Närmaste större samhälle är Ocozocoautla de Espinosa, 19,7 km norr om La Libertad. I omgivningarna runt La Libertad växer huvudsakligen savannskog.